# Hampton Lucy
Hampton Lucy est un village et une paroisse civile du Warwickshire, en Angleterre.